# Městské opevnění (Slavonice)
Z městského opevnění Slavonic se dochovala podstatná část parkánové hradby, zejména na severní a východní straně města. Zachované hradby a bašty jsou chráněné jako kulturní památka ČR.

## Bašty
V severním, východním a jižním nároží parkánové hradby se zachovaly také tři rohové bašty (oválné, na jihovýchodě pětiboká)
- oválná Severozápadní bašta
- oválná Severovýchodní bašta (součást domu čp. 226)
- pětiboká Jihovýchodní bašta

V severním úseku se zachoval také zbytek hranolové věže (za domy čp. 502 a 503) a půlválcové bašty (za domem čp. 487). Východně od již zbořené Rakouské brány se zachoval zbytek vnitřní hradby.

## Brány
Dosud stojí dvě městské brány. Východní Znojemská brána, zvaná též Jemnická, je původně gotická. V první polovině 16. století byla přestavěna a po požáru v 19. století byla snížena a zastřešena pultovou střechou s nízkou atikou. V této podobě je zachována dodnes. Průčelí zdobí erb Václava Österreichera s letopočtem 1552 a psaníčková sgrafitová rustika. Vnější oblouk brány je hrotitý a má vysokou drážku pro padací mříž. Vnitřní oblouk brány je půlkruhový.
Také severní Dačická brána vznikla před polovinou 16. století. Věžička na střeše je barokním doplňkem. Před branou stojí části bývalého barbakanu, který vznikl zřejmě v 15. století. V 19. století byla střední část barbakanu zbořena a zbytek byl přestavěn na obytné domy. Opravené zbytky hradeb jsou viditelné a přístupné z jihovýchodní části ulice Boženy Němcové nebo uličkou z rohu Horního náměstí u Znojemské brány.

## Fotogalerie

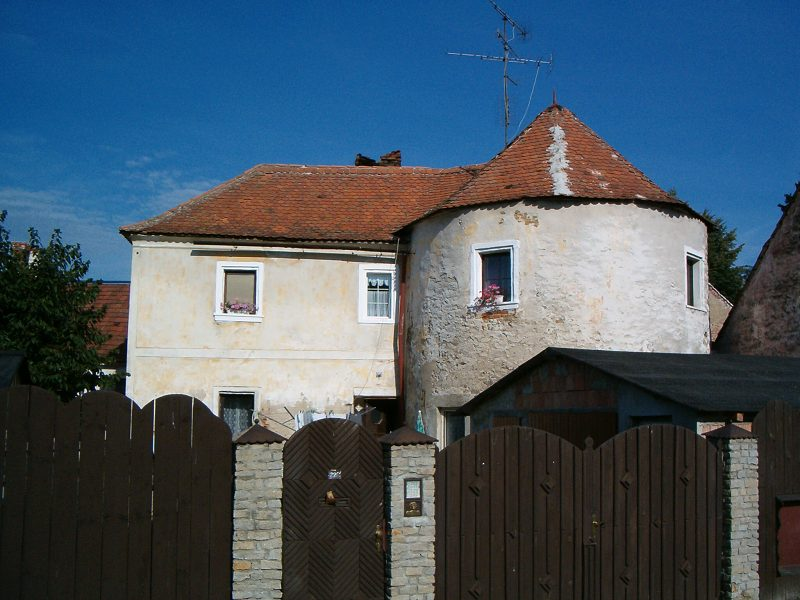
Severovýchodní bašta
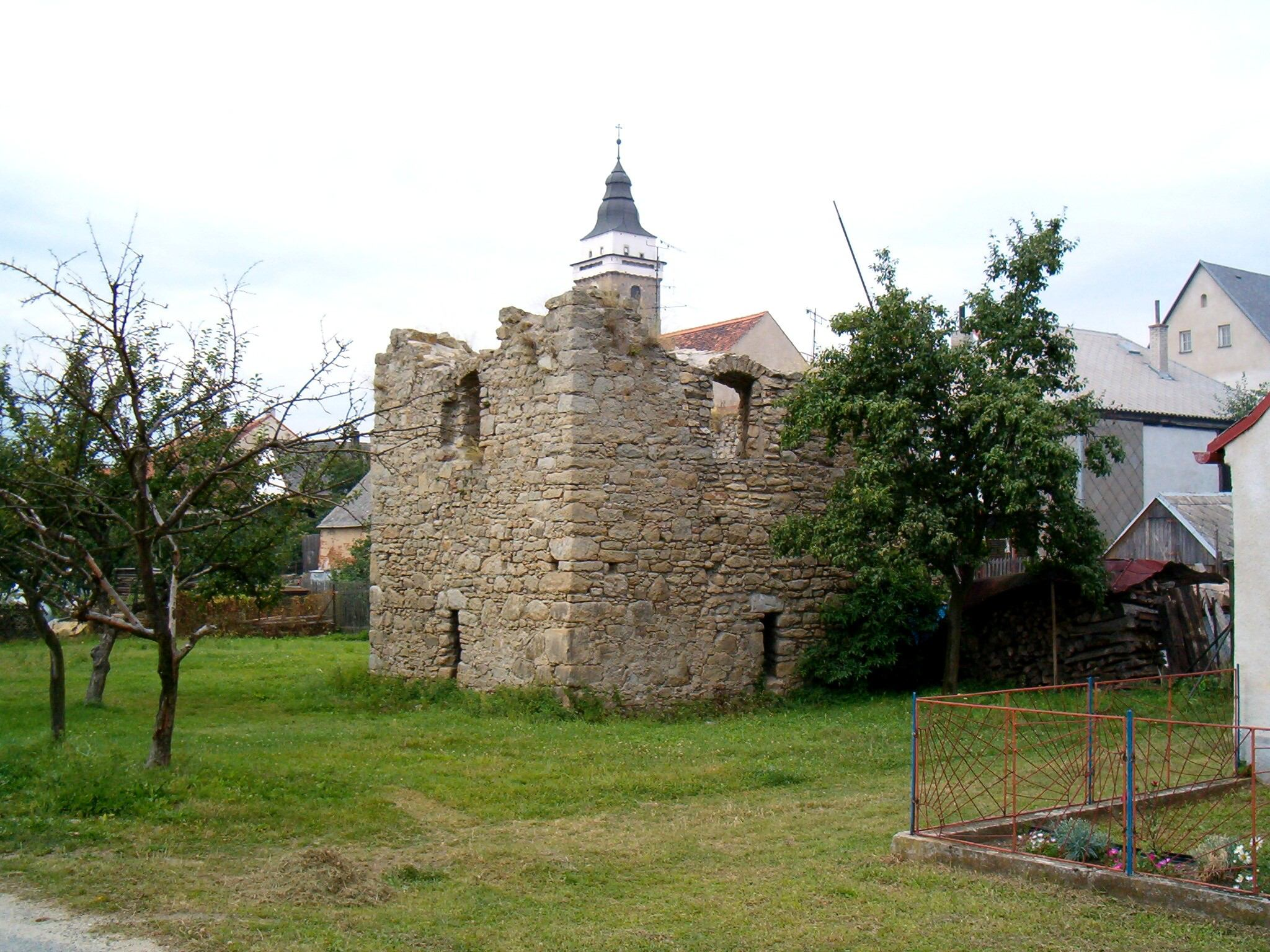
Jihovýchodní bašta
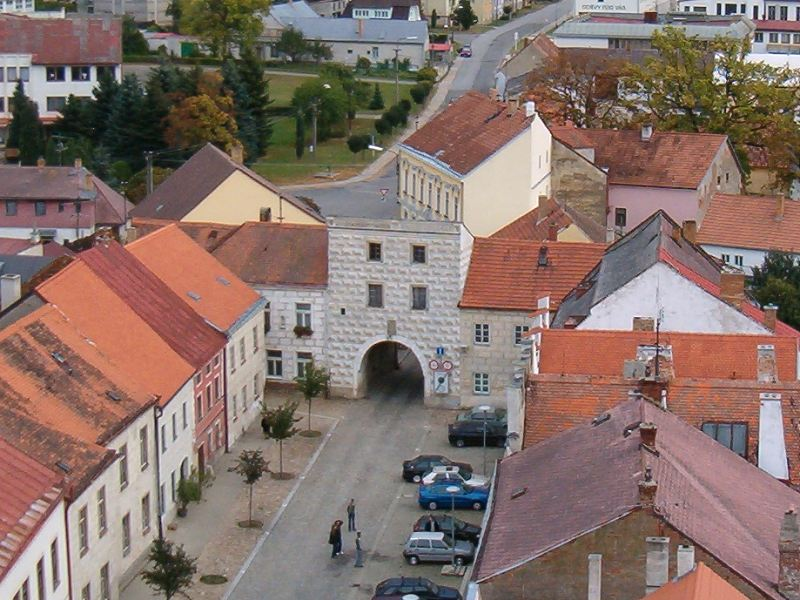
Horní náměstí se Znojemskou branou
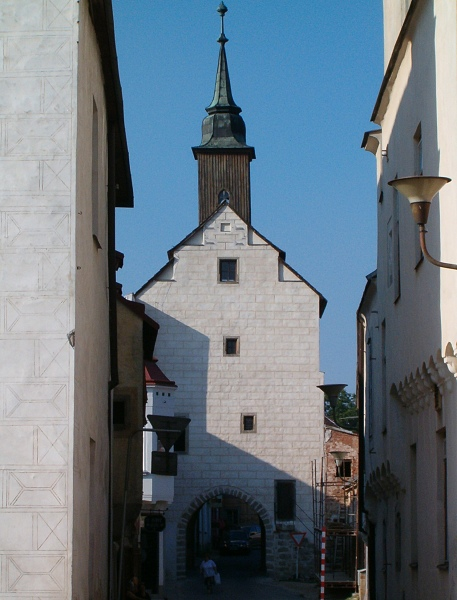
Dačická brána
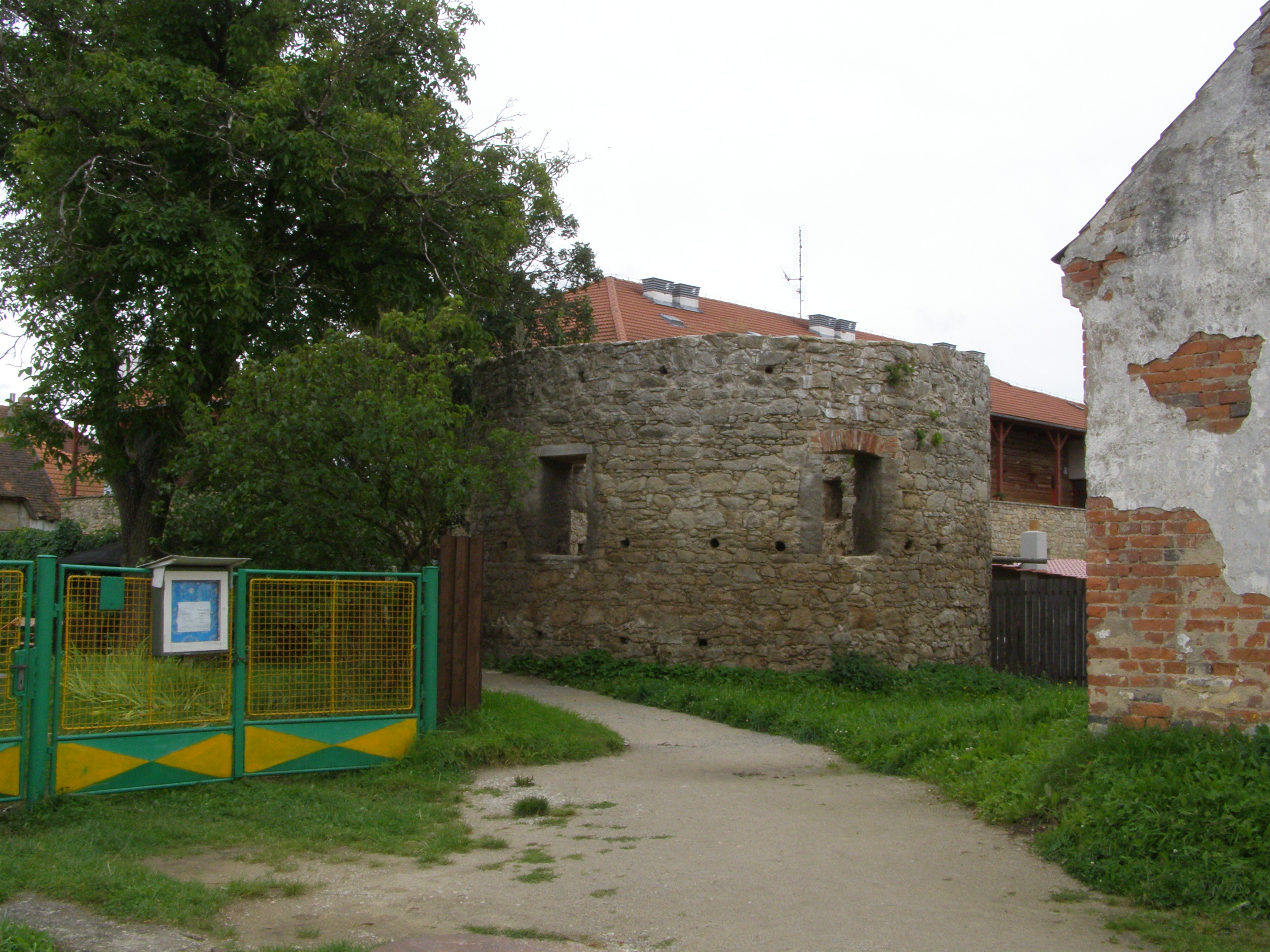
Severozápadní bašta